# 黄伟权
黄伟权（英語：Simon WONG Wie Kuen），新加坡外交官，历任新加坡驻越南大使、驻台北商务办事处代表，现任驻印度高级专员。

## 生平
1990年，黄伟权毕业于新加坡国立大学，获得社会学（荣誉）社会科学学士学位。1998年，在美国康奈尔大学获得东亚研究文学硕士。

### 外交工作
1990年，黄伟权进入新加坡外交部工作。1992年12月至1995年12月，任驻韩国大使馆一秘。2000年1月至2005年3月，任驻中国大使馆公使衔参赞。2005年4月至2007年7月，任美洲司司长。2005年5月至2006年2月，还兼任欧洲司司长。2006年4月至2009年1月，兼任东北亚司司长。
2009年2月至2012年8月，黄伟权任驻越南大使。后回国，于2012年8月至2015年6月任外交部国际事务副常任秘书。2015年7月至2020年1月，任新加坡驻台北商务办事处代表。2020年6月，被任命为驻印度高级专员。

## 荣誉

### 新加坡勋章奖章
- 公共行政（铜）奖章（英语：Pingat Pentadbiran Awam）（2002年颁发[2]）
- 长期服务奖章（英语：Pingat Bakti Setia）（2013年颁发[2]）

### 外国勋章奖章
- 友谊勋章（越南，2012年颁发[1]）
- 圣米迦勒及圣乔治同袍勋章（英国，2014年颁发[3]）：随总统陈庆炎对英国进行国事访问。
- 大绶景星勋章（中华民国，2020年1月8日批准[4]，同日于台北外交部颁发[5]）：表彰其驻台期间对促进双边关系的贡献。